# Littérature philippine
La littérature philippine désigne l'ensemble des littératures, orales et écrites, produites aux Philippines (110 millions d'habitants en 2021) , par des écrivains d'origine philippine ou écrivant dans une des langues des Philippines, diasporas comprises.

## Préhistoire
- Austronésiens , Négritos
- Littérature orale, chants, contes

## Histoire
- Hindouisme, Bouddhisme
- Indosphère
- Hudhud

## Époque classique: 900-1521
- Royaumes et sultanats
- Inscription sur cuivre de Laguna (900)
- Poésie épique philippine (en)
  - Ibong Adarna (en)
  - Biag ni Lam-ang (en) (La vie de Lam-ang), épopée, transcrite en 1640
  - l'épopée Darangen [1] des Maranao du lac Lanao

## Colonisation espagnole: 1521-1898

### Contexte
- Indes orientales espagnoles, Compagnie royale des Philippines
- Évangélisation
- Hispanisation

### Littérature
- Tomás Pinpin (1585c-?) ;
- Gaspar Aquino de Belen (1650?-1720?) ;
- José de la Cruz (en) (1746-1829), ou Huseng Sisiw, roi des poètes ;
- José Luis Munárriz (1752-1830) ;
- Ananias Zorilla (?-?), poète ;
- Luis Rodríguez Varela (en) (1780?-1840?) ;
- Francisco Balagtas (1788-1862), Florante at Laura[2] (Florante et Laura, en tagalog) ;
- Luisa Gonzaga de León (1805-1843), première femme écrivain du pays ;
- Remigia Salazar (ca. 1805-1860), première femme éditrice, deuxième femme écrivain, fondatrice du première quotidien du pays ;
- Leona Florentino, poète (1848-1884) ;
- José Rizal (1861-1896), Noli me tángere (N'y touchez pas, 1887), El filibusterismo (en) (1891).

### Contexte final
- Révolution philippine (1896-1898)

## XXesiècle

### Contexte politique
- Première République (Philippines) (1899-1901)
- Guerre américano-philippine (1899-1902)
- Commonwealth des Philippines (1935-1941)
- Occupation japonaise des Philippines (1942-1945) et Résistance philippine à l'occupation japonaise
- Campagne des Philippines (1944-1945)
- Seconde République des Philippines (1943-1945)
- Troisième république (1946-1965)
- Dictature Marcos (1966-1986)

### Littérature
- Fernando María Guerrero (en) (1873-1929)
- Vicente Rama (en) (1887-1956), Donya Marcosa (1947), Ang Silot ni Bathala (1948)
- Magdalena Jalandoni (en) (1891-1978)
- Nicanor Abelardo (1893-1934)
- Zoilo Galang (en) (1895-1959), romancier, A Child of Sorrow (1921), The Box of Ashes and Other Stories (1925)
- Angela Manalang-Gloria (1907-1995), poétesse
- José García Villa (en) (1908-1997)
- Carlos Bulosan (en) (1913-1956)
- N. V. M. Gonzalez (en) (1915-1997)
- Genoveva Matute (en) (1915-2009)
- Francisco Arcellana (en) (1916-2002)
- Estrella Alfon (1917-1983)
- Stevan Javellana (en) (1918-1977)
- Liwayway Arceo (en) (1920-1999)

## Littérature contemporaine
- Francisco Sionil José (1924-2022)
- Gilda Cordero-Fernando (en) (1932-)
- Lualhati Bautista (1945-2023)
- Cecilia Manguerra Brainard (en) (1947-)
- Ambeth Ocampo (en) (1961-)
- Peter Solis Nery (en) (1969-), en anglais principalement
- Bob Ong (en) -1972-), en tagalog

## Autres littératures
- Littérature populaire philippine (en) (orale)
- Littérature philippine en espagnol (en)
- Littérature philippine en anglais (en)
- Cebuano literature (en)
- Pangasinan literature (en)
- Ilocano literature (en)
- Waray literature (en)
- Proverbes philippins (en)
- Filipiniana (en)

## Œuvres
- Aguinaldo's Breakfast
- Doctrina Christiana
- Encyclopedia Rizaliana
- Good Building Design and Construction in the Philippines
- I Walked with Heroes
- Magandang Balita Biblia
- Rizal Without the Overcoat
- Sampaguitas y otras poesías varias

## Auteurs
- Écrivains philippins
- List of Filipino writers (en)
- List of Filipino women writers (en)
- Poètes philippins

### Romanciers philippins
- Antonio Abad
- Martin Abellana
- Efren Abueg
- Faustino Aguilar
- Rosauro Almario
- Uldarico A. Alviola
- Liwayway Arceo
- Lualhati Bautista
- Cecilia Manguerra Brainard
- Maria Amapola Cabase
- Celso Al. Carunungan
- Clodualdo del Mundo Sr.
- Agustin Fabian
- Zoilo Galang
- Louie Mar Gangcuangco
- Evelyn May Guinid
- Jessica Hagedorn
- Stevan Javellana
- F. Sionil José
- Greg Laconsay
- Domingo G. Landicho
- Patricio Mariano
- Buenaventura S. Medina Jr.
- Armine Rhea Mendoza
- Gilda Olvidado
- Precioso Palma
- Elena Patron
- Virgilio Redondo
- Iñigo Ed. Regalado
- Edgardo M. Reyes
- Isabelo de los Reyes
- José Rizal
- Sophia Romero
- Ninotchka Rosca
- Alfrredo Navarro Salanga
- Maria Teresa Cruz San Diego
- Lope K. Santos
- Miguel Syjuco
- Edith Tiempo
- Azucena Grajo Uranza
- Alfred Yuson

### Dramaturges et scénaristes
- Juan Abad
- Victorina A. Abellanosa
- Aloy Adlawan
- Julián Cruz Balmaceda
- Jesús Balmori
- Adrian Cristobal
- Dode Cruz
- Jose Dalisay Jr.
- Suzette Doctolero
- Paul Dumol
- Wilfrido Ma. Guerrero
- Hermogenes Ilagan
- Malou Jacob
- Jun Lana
- Allan Lopez
- Patricio Mariano
- Chris Martinez (director)
- Epifanio Matute
- Severino Montano
- Virginia R. Moreno
- Denoy Navarro-Punio
- Peter Solis Nery
- R.J. Nuevas
- Precioso Palma
- Elena Patron
- Don Michael Perez
- Acy Ramos
- Iñigo C. Regalado
- Iñigo Ed. Regalado
- Severino Reyes
- Frank G. Rivera
- Francisco Soc Rodrigo
- Gina Marissa Tagasa-Gil
- John Iremil Teodoro
- Aurelio Tolentino
- Rene Villanueva

## Institutions
- Commission nationale pour la Culture et les Arts (NCCA)
- Centre culturel des Philippines (CCP)
- Ordre des Artistes nationaux des Philippines, dont en littérature
  - 1976 – Nick Joaquin (en) (1917-2004)
  - 1982 – Carlos Peña Rómulo (1899-1985)
  - 1990 – Francisco Arcellana (en) (1916-2002)
  - 1997 – Nestor Vicente Madali Gonzalez (en) (?-?)
  - 1997 – Rolando Tinio (en) (1937-1997)
  - 1997 – Levi Celerio (en) (1910-2002)
  - 1999 – Edith Tiempo (1919-2011)
  - 2001 - Francisco Sionil José (1924-)
  - 2003 – Virgilio S. Almario (en) (1944-)
  - 2003 – Alejandro Roces (en) (1924-2011)
  - 2006 – Bienvenido Lumbera (en) (1932-)
  - 2009 – Lazaro A. Francisco (en) (?-?)
  - 2014 – Cirilo Bautista (en) (1941-)

### Prix littéraires
- Catholic Authors Award
- Palanca Awards
- Peter's Prize
- Philippine National Book Awards
- Talaang Ginto
- Prix des écrivains de l'Asie du Sud-Est (SEA, lauréats sur la version anglophone)

### Revues littéraires
- Bannawag
- Bisaya Magasin
- Hiligaynon (magazine)
- Liwayway
- Our Own Voice Literary Journal: Beyond Homeland